# Reise ins Jenseits – Die Welt des Übernatürlichen
Reise ins Jenseits – Die Welt des Übernatürlichen (títol alternatiu PSI – Eine Reise ins Jenseits) va ser una pel·lícula mondo alemanya de Rolf Olsen.

## Estrena internacional
El títol als Estats Units va ser Journey Into the Beyond i va ser llançat per Burbank International Pictures el 1977. A Espanya es va estrenar com a El poder de la parapsicología – Viaje al mundo de lo desconocido, a l'Argentina com a Un viaje al más allá i a Grècia com Taxeidi sto agnosto. a pel·lícula també es va projectar a Corea del Sud el 1981.
L'any 2003 el segell de vídeo Citycenta va publicar la versió íntegra en anglès amb la classificació d'edat BBFC 18. El 2014, Filmjuwelen (Alive AG) va publicar la versió alemanya en DVD.

## Argument
La pel·lícula transmet una afirmació científica i mostra fenòmens parapsicològic i ocultisme, curacions miraculoses i exorcismes, operacions sota hipnosi sense anestèsia, telequinesi moviments d'objectes, levitació i coses semblants inexplicables. El material de color i blanc i negre utilitzat està declarat autèntic i suposadament va ser recollit en un any i mig de rodatge d'arreu del món. L'afirmació científica de la pel·lícula es basa en declaracions de persones amb títols científics i de clergues. El tràiler de la pel·lícula alemanya afirma que la producció es va basar en l'estil de l'autor Erich von Däniken.

## Repartiment
- John Carradine
- Edgar Mitchell
- Othmar Fischer
- Nina Kulagina
- Erik Igenbergs
- Odongo Issah
- Tom Johanson
- Friedrich Kroener
- Wilhelm Tenhaeff